# Radiale
Una radiale è una semiretta che ha origine da una stazione VOR. Nella navigazione aerea, la radiale viene utilizzate per definire una rotta aerea, o aerovia.
Un VOR emette, per convenzione, 360 radiali. La radiale 000 corrisponde con la direzione Nord a partire dalla stazione VOR in esame; le radiali 090, 180, 270 corrispondono rispettivamente ad Est, Sud, Ovest; altre radiali definiscono rotte intermedie. Per evitare confusione nelle comunicazioni aeronautiche, è stata stabilita la seguente modalità di lettura: la radiale "254" si legge "due-cinque-quattro" e non "duecentocinquantaquattro".

Solitamente i VOR sono allineati al Nord magnetico. Nelle zone remote, oltre i 70° latitudine Nord, e 63° latitudine Sud, queste stazioni sono allineate con il Nord vero. Ciò a causa della forte declinazione magnetica che interessa queste regioni.

Oltre a definire le aerovie, una coppia di radiali distinte emesse da due diversi VOR possono determinare un punto su di una mappa, oppure la posizione di un aereo.